# Алексеев, Константин Михайлович
Константин Михайлович Алексеев (1851—1917) — русский военачальник, генерал от инфантерии. Участник русско-турецкой войны 1877—1878 гг., военных действий в Китае 1900—1901 гг., русско-японской войны 1904—1905 гг..

## Биография
Получил образование в Орловской — Бахтина военной гимназии (1870) и 2-м военном Константиновском училище (1872).
В 1872 году произведён в подпоручики армейской пехоты с прикомандированием к лейб-гвардии Измайловскому полку. Командовал последовательно: 12-м Туркестанским линейным (25.02.1886 — 7.07.1892) и 1-м Финляндским стрелковым батальонами (15.09.1892 — 16.09.1896) и 136-м пехотным Таганрогским полком (16.09.1896 — 3.07.1899), 1-й Восточно-Сибирской линейной (3.07.1899 — 19.06.1900), 2-й Восточно-Сибирской стрелковой (19.06. — 17.07.1900) и 5-й Восточно-Сибирской стрелковой бригадами (17.07.1900 — 22.02.1904), 5-й (22.02.1904 — 21.06.1905) и 4-й Восточно-Сибирской стрелковой (19.08.1906 — ?) и 13-й пехотной дивизиями (5.05.1907 — 5.12.1909) и 6-м армейским (05.12.1909 — 03.06.1910) и 3-м Кавказским армейским корпусами (3.06.1910 — после 1.06.1911)
Вступил в службу (5.08.1870), подпоручик (17.07.1872), переименован в прапорщики гвардии (11.08.1873), подпоручик гвардии (13.04.1875), поручик гвардии (30.08.1877), штабс-капитан гвардии за боевые отличия со старшинством с 3.01.1878 г. (1879), капитан гвардии (30.08.1880), переименован в подполковники армии (25.02.1886), полковник (30.04.1888), генерал-майор (3.07.1899), генерал-лейтенант за боевые отличия (18.07.1904), генерал от инфантерии (6.12.1910).
За русско-турецкую войну (1877—1878) награждён чином штабс-капитана и орденами святого Станислава 3-й степени и святой Анны 4-й степени; за поход в Китай (1900) — орденами святого Станислава 1-й степени и святой Анны 1-й степени.

### Русско-японская война
С 5-й Восточно-Сибирской стрелковой дивизией Алексеев принял видное участие в русско-японской войне 1904—1905 годов. В июне 1904 года дивизия эта, входя в состав 2-го Сибирского корпуса, сосредоточенного у Симучена, занимала Кангуалинскую позицию, на левом берегу р. Хайченхэ, фронтом на юго-восток. Значительно усиленная сапёрными работами, позиция пересекала пути, ведущие с Далинского и Пханлинского перевалов к Хайчену и представляла весьма серьёзную преграду при условии упорной её обороны. Но сражение 18 июля у Симучена между 2-м Сибирским корпусом и 4-й японской армией разыгралось западнее позиции, занятой отрядом Алексеевым, и 5-я Восточно-Сибирская стрелковая дивизия оставалась безмолвной зрительницей жестокого боя бригады 31-й пехотной дивизии с целой армией Нодзу. Алексеев ограничился высылкой на поддержку Козловского полка всего лишь 2-х рот. С 14 августа начался отход наших войск к Ляоляну; из 5-й Восточно-Сибирской стрелковой дивизии были выделены 19-й и 20-й Восточно-Сибирские стрелковые полки для образования арьергарда и бокового отряда. 15 августа 17-й и 18-й Восточно-Сибирские пехотные полки заняли позицию у Интауюань, а 19-й и 20-й Восточно-Сибирские стрелковые полки расположились на высотах к юго-востоку, фронтом к Люхею и Чандяпуцзы. Противник с утра открыл огонь по этой позиции, но в наступление не переходил. Тем не менее, положение 2-го Сибирского корпуса было признано опасным, и около 10 ч. утра началось отступление главных его сил к передовым Ляолянским позициям, а 17-й и 18-й Восточно-Сибирские стрелковые полки остались до рассвета: первый — на перевале, на дороге в Дава, и второй — на высотах к юго-востоку. С 7 час. утра 16 августа обнаружилось наступление противника, и оба арьергарда стали отходить к Синьлиньшуню, где сосредоточилась вся дивизия. Здесь 5-я Восточно-Сибирская стрелковая дивизия была сменена 9-й Восточно-Сибирской стрелковой дивизией и направилась в свой район сосредоточения Дунбанчжуан — Сыличжуан, где стала в общий резерв армии. В течение дня 17 августа дивизия была расхватана по частям для поддержки 1-го и 3-го Сибирского корпуса. В резерве у Сибаличжуана оставался только 17-й Восточно-Сибирский стрелковый полк, но в ночь на 18 августа и он был уже введён в боевой участок 1-го Сибирского корпуса, а в общем резерве армии остался лишь 18-й Восточно-Сибирский стрелковый полк. 18 августа Алексеев оставался у Сибаличжуана за командира 2-го корпуса, имея в наличности лишь 1 батальон, составленный из рот разных полков, которые он здесь задерживал из числа отправлявшихся в тыл по разным случаям. 19 августа, на укрепленной Ляолянской позиции, 5-я Восточно-Сибирская стрелковая дивизия под начальством генерала Алексеева составила правый боевой участок 2-го Сибирского корпуса: от железной дороги до редута В. включительно и приняла деятельное участие в обороне её, как в этот, так и в последующие дни — 20 и 21 августа, потеряв убитыми и ранеными 18 офицеров и 739 нижних чинов.
Во время сентябрьского наступления 2-й Сибирский корпус составлял общий резерв Восточного отряда и не был введён в дело даже 28 сентября, когда 1-й Сибирский корпус вёл бой на перевалах. Только 30 сентября 1904 года начальник Восточного отряда приказал Алексееву перейти в наступление на д. Хамытань для поддержки отряда генерал-майора Мищенко. В состав отряда, вверенного генералу Алексееву, вошло 6 батальонов, 24 орудия, 1 эскадрон, 1 ком. Отряд действовал очень удачно, и успех его мог привести к частному поражению японцев, угрожавших левому флангу 4-го Сибирского корпуса. Но совершенно неожиданно для атакующих получено было приказание начальника Восточного отряда отходить, прикрывая отступление 1-го Сибирского корпуса. Выполнив и эту задачу, отряд генерала Алексеева перешёл за р. Шахе. Массивы, взятые накануне в славном бою, были заняты японскими передовыми частями. Но в тот же день 5-й Восточно-Сибирской стрелковой дивизии вновь было приказано занять вчерашние позиции, что и было выполнено с боем 17-м и 18-м Восточно-Сибирскими стрелковыми полками, которые, вытеснив японцев, заняли сопки с Кумирней и Двугорбую. В 6 часов вечера последовала отмена этого распоряжения, и отряд генерала Алексеева вернулся на позицию у д. Худягоу. 19-й и 20-й Восточно-Сибирские стрелковые полки были отправлены затем в резерв командующего армией и 3 октября приняли участие в атаке Путиловской сопки, а генерал Алексеев с 1-й бригадой своей дивизии остался в составе войск 2-го Сибирского корпуса.
Начало февраля 1905 года застало генерала Алексеева начальником Цинхеченского отряда (18 бат., 16 сот., 8 скор., 16 горн. и 8 конно-горн. ор.), обеспечивавшего левый фланг 1-й армии. Наступление японцев обнаружилось в ночь с 5 на 6 февраля. 7 февраля наши передовые части были оттеснены, но дальше японцы не шли, а потому Алексеев решил 9 февраля сам перейти в наступление. Силы, назначенные для наступления (5 бат.), оказались недостаточными; японцы в свою очередь перешли в наступление в превосходящих силах, и все предприятие получило характер усиленной рекогносцировки. К 10 февраля наши авангарды постепенно отошли на Цинхеченскую позицию. Под покровом снежной пурги 10 февраля японцы повели наступление против Бересневской сопки и Янзелинского перевала. Атака на последний была отбита. Но ввиду выяснившегося превосходства сил противника и опасаясь за свой путь отступления, Алексеев приказал ночью очистить Цинхеченскую и Янзелинскую позиции. Отходя, отряд обнаружил левый фланг 3-го Сибирского корпуса на Гаутулинском перевале, который японцы и начали обходить. 13 февраля японцы продолжали теснить отряд Алексеева. Последнего сменил генерал Ренненкампф, который и решил 22 февраля отвести отряд к д. Мацзядзян. При отходе 2-го Сибирского корпуса к реке Хунхэ (22 февраля) и далее к Телину, Алексеев командовал арьергардом в составе 1-й бригады 5-й Восточно-Сибирской стрелковой дивизии. Этим и закончилось участие Алексеева в боевых действиях этой кампании, за которые он был награждён орденом святого Георгия 4 степени и чином генерал-лейтенанта.
21 июня 1905 года Алексеев был назначен начальником санитарной части 1-й Маньчжурской армии, обязанности которого исполнял до 10 августа 1906 года. Одновременно с этим он был и временным иркутским генерал-губернатором (с 17 ноября 1905 года по 1 июля 1906 года).

### После войны
Начальник 4-й Восточно-Сибирской стрелковой дивизии (19.08.1906 — ?), в прикомандировании к Главному штабу (12.04. — 5.05.1907), начальник 13-й пехотной дивизии (5.05.1907 — 5.12.1909), командир 6-го армейского корпуса (5.12.1909 — 3.06.1910), командир 3-го Кавказского армейского корпуса (3.06.1910 — после 1.06.1911).

Скоропостижно скончался в Москве 8 мая 1917 года. Похоронен на Новодевичьем кладбище.

## Награды
Российские:
- Орден Святого Станислава 3-й степени с мечами и бантом (1878)
- Орден Святой Анны 4-й степени (1878)
- Орден Святой Анны 3-й степени (1883)
- Орден Святого Владимира 4-й степени (1887)
- Орден Святого Станислава 2-й степени (1889)
- Орден Святой Анны 2-й степени (1893)
- Орден Святого Владимира 3-й степени (1895)
- Орден Святого Станислава 1-й степени с мечами (1901)
- Орден Святой Анны 1-й степени с мечами (1901)
- Орден Святого Георгия 4-й степени (1904)
- Орден Святого Владимира 2-й степени (ВП 06.12.1908)
- Светло-бронзовая медаль «В память русско-турецкой войны 1877—1878» (1878)
- Медаль «В память коронации императора Александра III» (1883)
- Медаль «В память царствования императора Александра III» (1896)
- Медаль «За поход в Китай» (1901)
- Светло-бронзовая медаль «В память русско-японской войны» (1906)
- Медаль Красного Креста «В память русско-японской войны» (18 мая 1906)

Иностранные:
- румынский крест «За переход через Дунай» (1879)
- Кавалерский крест ордена ольденбургского дома и заслуг герцога Петра-Фридриха-Людвига (1884).